# John Christie
John Reginald Halliday Christie (Halifax, 8 april 1899 - Londen, 15 juli 1953) was een Engelse seriemoordenaar. Hij vermoordde tussen 1943 en 1953 ten minste zes vrouwen, waaronder zijn echtgenote Ethel. Hij wurgde en verkrachtte zijn slachtoffers na ze te hebben verdoofd met gas. In 1953 werd hij schuldig bevonden aan de moord op Ethel en opgehangen.

## Modus operandi
Christie beging zijn misdaden door vrouwen zijn huis in te lokken en ze daar te overmeesteren. Zo zegde hij Muriel Eady toe dat hij een middel had om haar te helpen met haar bronchitis. Het gas dat hij haar liet inhaleren, kwam niettemin rechtstreeks uit zijn gasleiding, waardoor ze bewusteloos raakte en hij haar zonder tegenwerking kon vermoorden. Onder zijn andere slachtoffers bevonden zich bovenbuurvrouw Beryl Evans, verschillende prostituees en zijn echtgenote Ethel.
Hij verborg de lichamen van zijn slachtoffers in zijn huis en tuin in Rillington Place 10 in Londen. Christie liep tegen de lamp toen hij in 1953 verhuisde en vervolgens verschillende lichamen gevonden werden op zijn oude adres. Een jaar na Christies executie werd de naam van Rillington Place veranderd in Ruston Close.
Over de vraag of Christie necrofiel was, zijn de meningen van deskundigen verdeeld. Hij verkrachtte zijn slachtoffers niet alleen na, maar ook voor het intreden van de dood. 

## Foutieve veroordeling
Onder de mensen die de dood vonden in Christies huis, waren de huurders van de etage boven hem, Beryl Evans en haar baby Geraldine. Aan de dood van Geraldine werd oorspronkelijk Evans' echtgenoot Timothy Evans schuldig bevonden. Hij werd in 1950 op 25-jarige leeftijd ter dood veroordeeld en opgehangen. Christie getuigde tegen Evans in de rechtbank. Toen drie jaar later duidelijk werd wat Christie gedaan had, rezen er twijfels over Evans' schuld aan de dood van zijn dochter. Zijn zaak droeg bij aan de afschaffing van de doodstraf in Groot-Brittannië in 1965. Evans werd in 1966 postuum gratie verleend en de moord op Geraldine werd alsnog toegeschreven aan Christie.

## Slachtoffers
Hoewel Christie wordt verdacht van het plegen van meer moorden, bekende hij na zijn arrestatie het doden van zes slachtoffers. Geraldine Evans was er daar niet een van. Zijn poging om ontoerekeningsvatbaar te worden verklaard, werd verworpen.
- Ruth Fuerst
- Muriel Amelia Eady
- Beryl Evans en haar baby Geraldine
- Ethel Christie, Christies echtgenote
- Kathleen Maloney
- Rita Nelson
- Hectorina Maclennan

## In de media
- De Schotse journalist Ludovic Kennedy schreef het boek Ten Rillington Place over Christies moorden en de gevolgen daarvan voor Evans. Zijn verhaal werd in 1971 verfilmd als 10 Rillington Place, met Richard Attenborough als Christie.
- Edward Marston reconstrueert de daden en rechtszaak van Christie en de gevolgen daarvan voor Evans aan de hand van rechtbankverslagen uit de National Archives, in het boek John Christie: Crime Archive.
- De heer Wadman in de sleutelroman De Paradijsvogel van Louis Paul Boon is gebaseerd op John Christie.